# Стомпелев, Евгений Евгеньевич
Евгений Евгеньевич Сто́мпелев (1912 — 1998) — советский хозяйственный, партийный и государственный деятель, председатель Ярославского горисполкома (1956—1959).

## Биография
Родился 7 (20 октября) 1912 года в семье дирижёра Оркестра русских народных инструментов Е. М. Стомпелева (1887—1939).
С 1920-х годах жил в Ярославле.
В 1933 году окончил автостроительный техникум. Работал на Ярославском автозаводе. По комсомольской путёвке прошёл службу в РККА в бронетанковых войсках, получил звание младшего командира.
Был направлен на строящийся резиноасбестовый комбинат (1-й механический завод). В 1937 году (в 25-летнем возрасте) назначен его директором.
Во время войны руководил переоборудованием завода под выпуск боеприпасов.
- 1948—1951 — зав. отделом химической и резиновой, а затем отделом тяжёлой промышленности Ярославского обкома ВКП(б).
- 1951—1954 — учёба в Высшей партийной школе в Москве.
- 1954—1956 — первый секретарь Рязанцевского райкома КПСС.
- сентябрь 1956 — март 1959 председатель Ярославского городского Совета депутатов трудящихся.

С 1959 года первый директор Ярославского моторного завода. С апреля 1961 года и до выхода на пенсию — председатель областного объединения «Сельхозтехника».
Ушёл из жизни 28 марта 1998 года. Похоронен в некрополе Тугова гора (Ярославль).

## Награды и премии
- Сталинская премия третьей степени (1949) — за разработку и внедрение в промышленность нового типа станков и нового метода сборки автомобильных покрышек (на самом деле — за освоение выпуска бронебойного снаряда, способного пробивать броню немецких «Тигров»)
- два ордена Трудового Красного Знамени (1944; 1971)
- два ордена «Знак Почёта» (1966; 1973)
- орден Красной Звезды
- медали